# Småskola

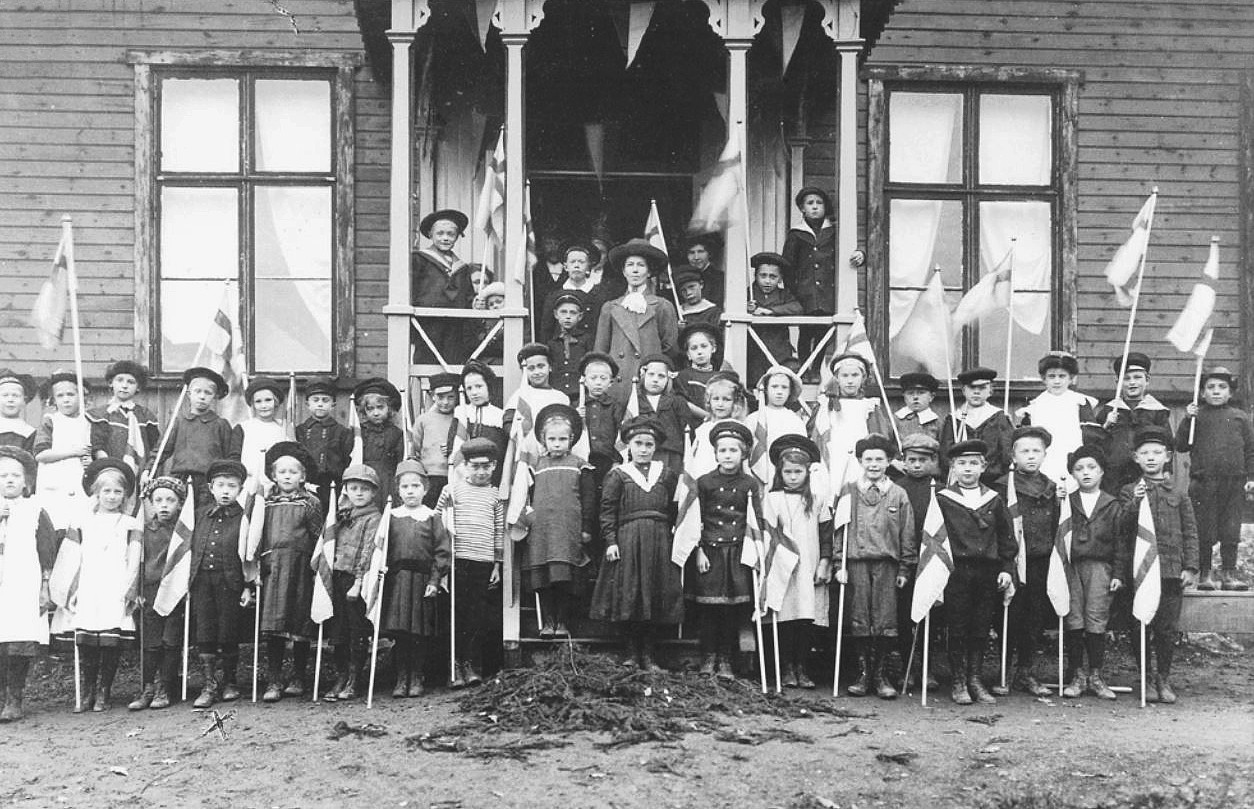
Wiggestabergs skolas småskola, skolklass och småskollärare 1912.

Småskola var klasserna 1-2 i den svenska folkskolan åren 1858–1972. I småskolan undervisade småskollärare (och folkskollärare) som klasslärare. Småskollärare utbildades vid småskoleseminarier med en kortare studiegång än för folkskollärare. 
Från 1930-talet började på vissa håll även klass 3 ingå i småskolan. Begreppet småskola föll successivt ur bruk, ersatt av lågstadium vid införandet av enhetsskola från 1949 och grundskola från 1962.

### Fotnoter
1. 1 2  Högman, Hans. ”Den svenska skolans historia”. http://www.hhogman.se/skolhistoria.htm#Folkskolan. Läst 12 februari 2011.